# Alberto Jara Saguier
Alberto Isidoro Jara Saguier (Asunción, 30 de septiembre de 1943) es un exfutbolista y exentrenador paraguayo. Es uno de los siete hermanos de la familia Jara Saguier que se dedicaron al fútbol profesional.

## Biografía
Inició su carrera profesional con Rubio Ñu en 1961, donde fue parte del equipo que logró el ascenso a la Primera División en 1963. Ese mismo año fue convocado a la selección nacional, participando en las eliminatorias para la Copa Mundial de Fútbol de 1966.
Coincidió con su hermano Enrique en el conjunto trinidense antes de emigrar a Europa en 1966, donde fichó para el Red Star de Francia. Al año siguiente firmó con el Real Mallorca de España, aunque no pudo disputar partidos oficiales debido a restricciones reglamentarias. Regresó a Paraguay en 1969 para disputar la Copa Libertadores con el Club Olimpia. En 1970 se incorporó al Club Libertad, y su última experiencia como jugador profesional fue con River Plate. Previo a colgar los botines, coincidió en el terreno de juego con su hermano Carlos, quien comenzaba su carrera en el Cerro Porteño.
Tras su retiro, incursionó en el ámbito académico y técnico. Aunque inició estudios de Derecho, no los concluyó, orientando su vocación hacia la enseñanza deportiva; egresó como director técnico en 1975
En Paraguay dirigió a las juveniles de Olimpia, Cerro Porteño, 3 de Febrero, San José y Steibi, y los clubes profesionales de General Caballero, Sportivo Iteño, Sportivo Isla Pucú, Sportivo Coronel Oviedo, Deportivo Boquerón y Minga Guazú.
Desarrolló además tareas en el ámbito educativo como profesor de educación física en instituciones de enseñanza secundaria y en escuelas de fútbol en Ciudad del Este.

## Palmarés
Rubio Ñu
- División Intermedia: 1963

Club Olimpia
- División de Honor segundo puesto: 1969